# Domen Škofic

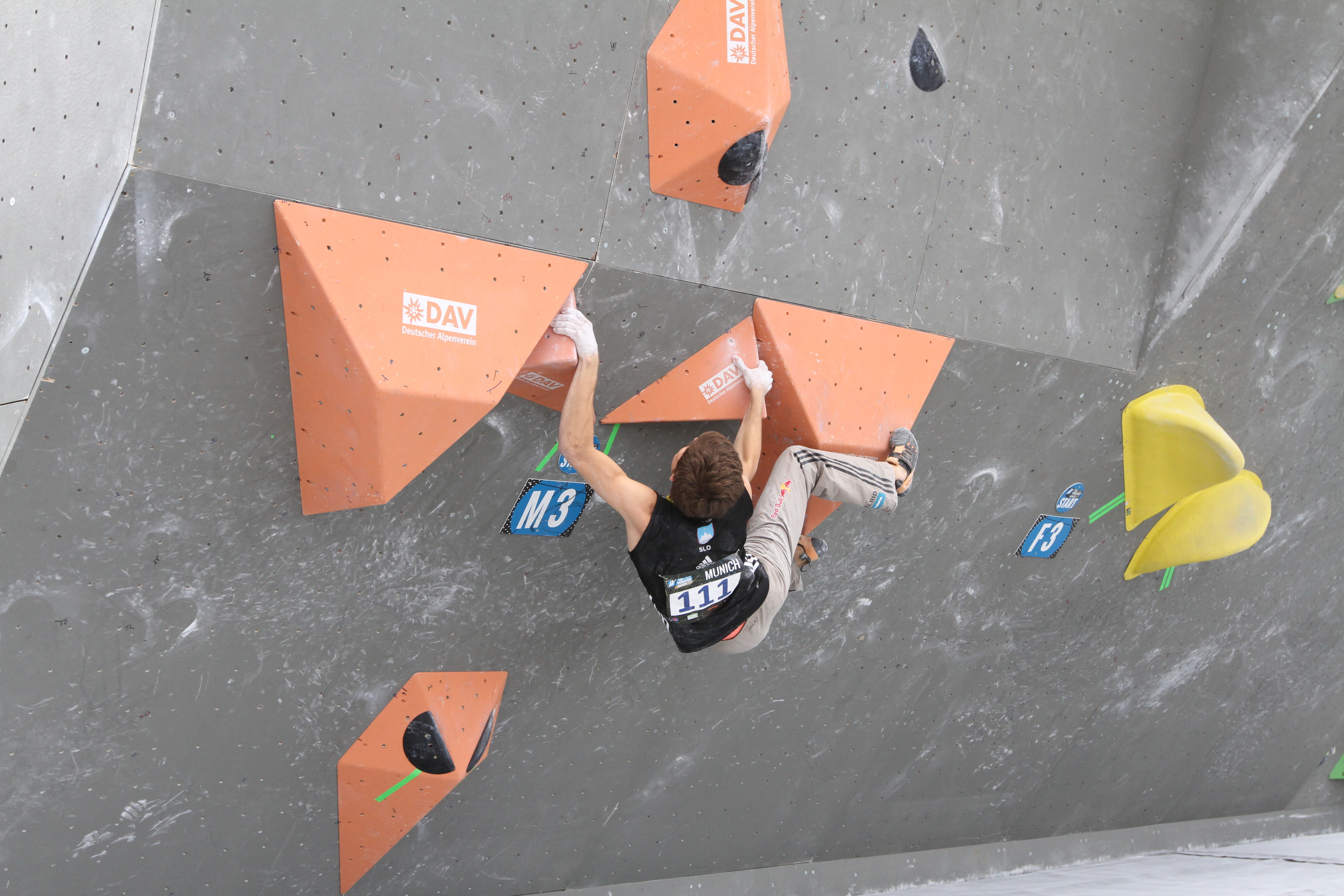
Domen Škofic na SP 2015 v boulderingu, Mnichov

Domen Škofic (* 11. dubna 1994 Lublaň Slovinsko) je reprezentant Slovinska ve sportovním lezení a první slovinský vítěz světového poháru (v lezení na obtížnost).
Je juniorský mistr světa i Evropy, vítěz Evropského poháru juniorů v lezení na obtížnost, juniorský titul z Mistrovství Evropy juniorů má také v boulderingu.

## Výkony a ocenění
- 2016: Bloudkova plaketa, slovinské státní sportovní ocenění[1]

### Závodní výsledky
| Arco Rock Master | Arco Rock Master |
| Rok              | 2016             |
| ---------------- | ---------------- |
| Duel             | 4                |

| Mistrovství světa | Mistrovství světa |
| Rok               | 2016              |
| ----------------- | ----------------- |
| Obtížnost         | 4                 |

| Světový pohár       | Světový pohár | Světový pohár | Světový pohár |
| Rok                 | 2014          | 2015          | 2016          |
| ------------------- | ------------- | ------------- | ------------- |
| Obtížnost           | 5             | 4             | 1             |
| jednotlivě* (x/x/x) |               |               |               |
|                     |               |               |               |
| Bouldering          | 58.-59.       | 20            |               |
| jednotlivě* (x/x/x) |               |               |               |
|                     |               |               |               |
| Kombinace           | 3             | 3             |               |

- poznámka: nalevo jsou poslední závody v roce

| Zimní armádní světové hry | Zimní armádní světové hry |
| Rok                       | 2017                      |
| ------------------------- | ------------------------- |
| Obtížnost                 | 2                         |
| Bouldering                | 3                         |

| Mistrovství Evropy | Mistrovství Evropy |
| Rok                | 2017               |
| ------------------ | ------------------ |
| Obtížnost          | 5                  |